# Citroën C5
Citroën C5 este o mașină de familie mare (clasificată drept crossover de clasă medie din 2021) comercializat de producătorul francez Citroën din martie 2001, aflat în prezent la a treia generație.